# Queen Rock Montreal
Queen Rock Montreal es el sexto álbum en vivo de la banda de rock Queen, lanzado al mercado en el Reino Unido el 29 de octubre de 2007 por Parlophone y un día después en Estados Unidos por Hollywood Records. Fue publicado en formato doble en CD, DVD, Disco Blu-ray y triple LP tras grabar 2 conciertos en Montreal, Canadá, en noviembre de 1981, exactamente 10 años antes de la muerte de Freddie Mercury. El álbum fue publicado el 29 de octubre de 2007 en Reino Unido y el 30 del mismo mes en Estados Unidos.
Fue grabado en Montreal, Quebec, en el Forum de Montreal los días 24 y 25 de noviembre de 1981 marcando así el final del The Game Tour.
Está grabación marca la primera publicación oficial de la banda sonora para la película “We Will Rock You”. A diferencia de la publicación original en video de “We Will Rock You”, la cual ha sido renombrada como “Queen Rock Montreal”, el álbum y CD contienen el show completo. Las canciones "Flash" y "The Hero" (ambas escritas por May) también se interpretaron en estos conciertos, pero se eliminaron de la película. Sin embargo, las canciones aparecen en las ediciones en CD y en el triple LP de Queen Rock Montreal. Un comentario de Roger Taylor y Brian May es una característica opcional de Queen Rock Montreal, mientras que un comentario de Saul Swimmer (el director/productor) fue una característica opcional de la reedición en DVD de “We Will Rock You”. 
La lista de canciones real tenía la interpretación de "Jailhouse Rock" en el bis después de "Sheer Heart Attack".
En noviembre de 2023 se anunció que el concierto se presentará en las pantallas más grandes de cine con el lanzamiento global de "QUEEN ROCK MONTREAL", exclusivamente en IMAX a partir del 18 de enero hasta el 21 de enero de 2024. Debido a la alta demanda, se extendió hasta el 28 de enero de 2024.
El 14 de marzo de 2024, el sitio web de la banda anunció un nuevo lanzamiento de 2 discos de la película que se lanzará el 10 de mayo de ese año, dando la opción de verla en su relación de aspecto original de fotograma completo o recortada a pantalla panorámica de 16:9 según el lanzamiento de 2007. Esto estará disponible en Blu-ray y UHD Blu-ray estándar, este último también con HDR opcional para ambas relaciones de aspecto.
El 14 de abril a través de sus redes sociales Disney + anunció que el concierto-película se transmitiría a partir del 15 de mayo haciendo que sería el primer concierto transmitido del género rock en la historia de la plataforma.

## Lista de canciones
| CD 1 |                                                                |                 |          |  |
| N.º  | Título                                                         | Escritor(es)    | Duración |  |
| 1.   | «Intro»                                                        | Roger Taylor    | 2:00     |  |
| 2.   | «We Will Rock You (Fast Version)» (de News of the World, 1977) | Brian May       | 3:06     |  |
| 3.   | «Let Me Entertain You» (de Jazz, 1978)                         | Freddie Mercury | 2:48     |  |
| 4.   | «Play the Game» (de The Game, 1980)                            | Freddie Mercury | 4:00     |  |
| 5.   | «Somebody to Love» (de A Day at the Races, 1976)               | Freddie Mercury | 7:54     |  |
| 6.   | «Killer Queen» (de Sheer Heart Attack, 1974)                   | Freddie Mercury | 2:00     |  |
| 7.   | «I'm in Love with My Car» (de A Night at the Opera, 1975)      | Roger Taylor    | 2:03     |  |
| 8.   | «Get Down, Make Love» (de News of the World, 1977)             | Freddie Mercury | 4:45     |  |
| 9.   | «Save Me» (de The Game, 1980)                                  | Brian May       | 4:15     |  |
| 10.  | «Now I'm Here» (de Sheer Heart Attack, 1974)                   | Brian May       | 5:31     |  |
| 11.  | «Dragon Attack» (de The Game, 1980)                            | Brian May       | 3:12     |  |
| 12.  | «Now I'm Here (Reprise)» (de Sheer Heart Attack, 1974)         | Brian May       | 1:53     |  |
| 13.  | «Love of My Life» (de A Night at the Opera, 1975)              | Freddie Mercury | 3:56     |  |

| CD 2 |                                                      |                             |          |  |
| N.º  | Título                                               | Escritor(es)                | Duración |  |
| 1.   | «Under Pressure» (de Hot Space, 1982)                | Queen, David Bowie          | 3:50     |  |
| 2.   | «Keep Yourself Alive» (de Queen, 1973)               | Brian May                   | 3:29     |  |
| 3.   | «Drum And Tympani Solo»                              | Roger Taylor                | 3:00     |  |
| 4.   | «Guitar Solo»                                        | Brian May                   | 5:11     |  |
| 5.   | «Flash (Inédito)» (de Flash Gordon, 1980)            | Brian May                   | 2:12     |  |
| 6.   | «The Hero (Inédito)» (de Flash Gordon, 1980)         | Brian May                   | 1:51     |  |
| 7.   | «Crazy Little Thing Called Love» (de The Game, 1980) | Freddie Mercury             | 4:16     |  |
| 8.   | «Jailhouse Rock» (de Jailhouse Rock, 1957)           | Jerry Leiber y Mike Stoller | 2:32     |  |
| 9.   | «Bohemian Rhapsody» (de A Night at the Opera, 1975)  | Freddie Mercury             | 5:28     |  |
| 10.  | «Tie Your Mother Down» (de A Day at the Races, 1976) | Brian May                   | 3:53     |  |
| 11.  | «Another One Bites The Dust» (de The Game, 1980)     | John Deacon                 | 4:01     |  |
| 12.  | «Sheer Heart Attack» (de News of the World, 1977)    | Roger Taylor                | 3:53     |  |
| 13.  | «We Will Rock You» (de News of the World, 1977)      | Brian May                   | 2:09     |  |
| 14.  | «We Are the Champions» (News of the World, 1977)     | Freddie Mercury             | 3:27     |  |
| 15.  | «God Save the Queen» (de A Night at the Opera, 1975) | Tradicional, Brian May      | 1:27     |  |